# Pedro Geromel
Pedro Tonon Geromel, född 21 september 1985, är en brasiliansk fotbollsspelare som spelar för Grêmio.
Geromel debuterade för Brasiliens landslag den 26 januari 2017 i en 1–0-vinst över Colombia. I maj 2018 blev han uttagen i Brasiliens trupp till fotbolls-VM 2018.